# Simpsons (warenhuis)
Robert Simpson Company Limited, tot 1972 algemeen bekend als Simpson's, daarna als Simpsons en in Québec soms als Simpson, was een Canadese warenhuisketen die is ontstaan uit een winkel die in 1858 werd geopend door Robert Simpson.
In 1952 startte Simpson's een 50-50 joint venture met het Amerikaanse Sears, Roebuck onder de naam Simpsons-Sears Limited (later Sears Canada). De Simpsons-Sears-winkels bleven gescheiden van de Simpson's-winkels en de overeenkomst tussen de moedermaatschappijen bevatte bepalingen om te voorkomen dat ze te direct met elkaar zouden concurreren.
De Hudson's Bay Company (HBC) kocht de Simpsons-winkels in 1978, maar deze werden begin jaren negentig omgebouwd tot The Bay-winkels. Als onderdeel van de overeenkomst uit 1978 verwierf het Amerikaanse Sears het volledige eigendom van Simpsons-Sears Limited.

## Geschiedenis

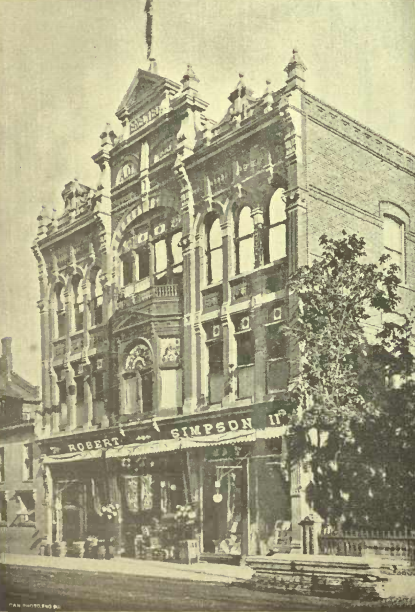
De winkel van Robert Simpson in 1891

De oorspronkelijke winkel van Robert Simpson en William Trent werd in 1858 als Simpson & Trent Groceries, Boots, Shoes and Dry Goods geopend op Main Street South 226-228 in Newmarket, Ontario. In 1861 werd de naam gewijzigd in Simpson & Bogart. 1870 werd de winkel door brand verwoest, en twee jaar later werd er in Toronto een nieuwe textielwinkel geopend.
In mei 1896 werd de naam van het bedrijf gewijzigd in Robert Simpson Company Limited, kort voordat Robert Simpson op 14 december 1897 plotseling overleed op 63-jarige leeftijd. Omdat Simpson geen mannelijke troonopvolger had, was de dood van Simpson een zware last voor zijn vrouw Mary en dochter Margaret. In maart 1898 verkochten ze de zaak voor $ 135.000 aan een syndicaat van drie zakenmannen uit Toronto: Harris Henry Fudger (1852-1930), Joseph Flavelle en Alfred Ernest Ames (1866-1934).

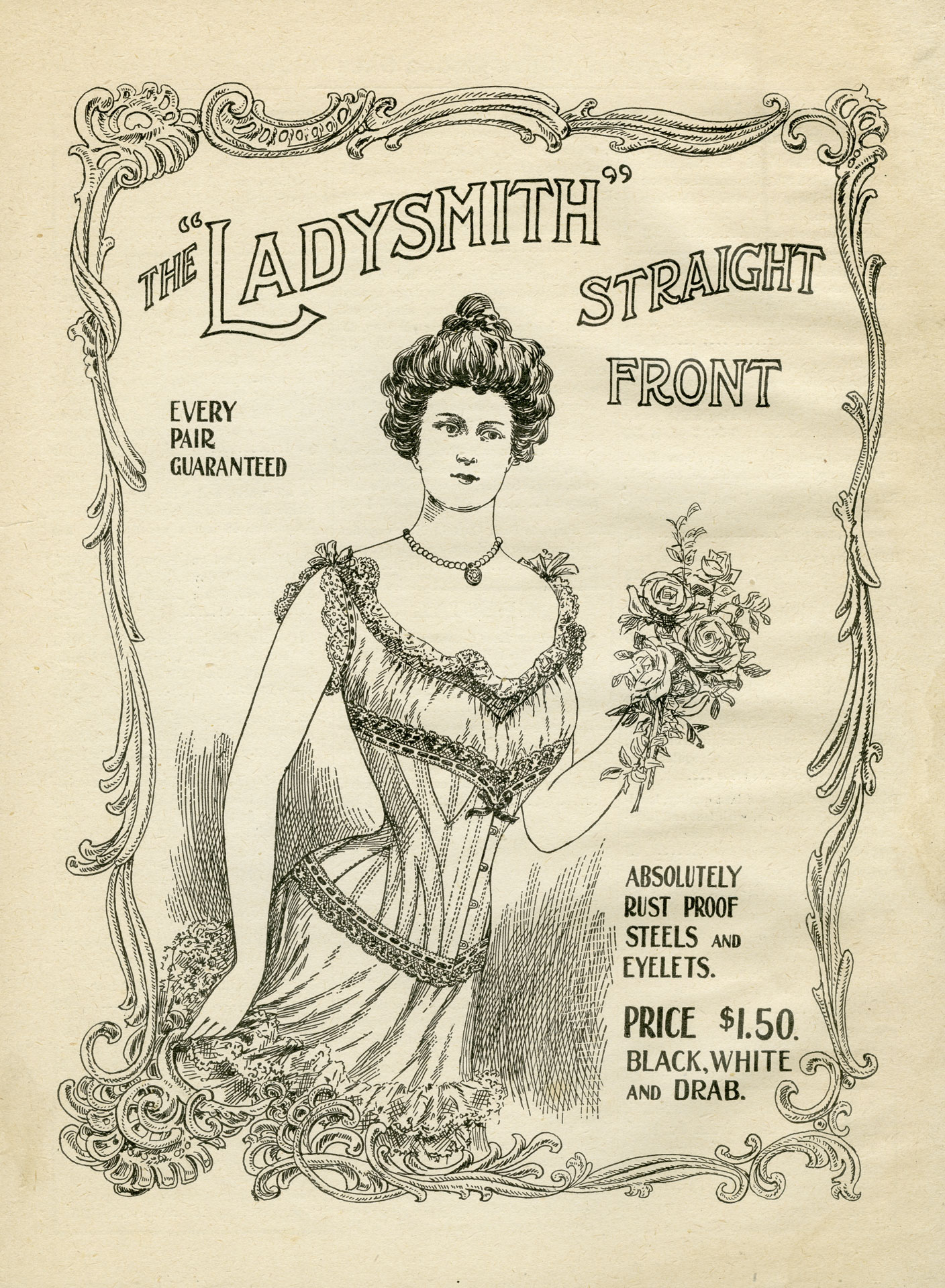
Pagina uit de Robert Simpson Co. White Goods Catalogue, 1901

In 1912 werd Charles Luther Burton assistent-directeur bij de Robert Simpson Company, destijds onder leiding van zijn oude vriend en mentor, H.H. Fudger. In 1929 werd Burton president van Simpson's en in 1948 werd hij voorzitter van de raad van bestuur, toen zijn zoon Edgar het presidentschap overnam.

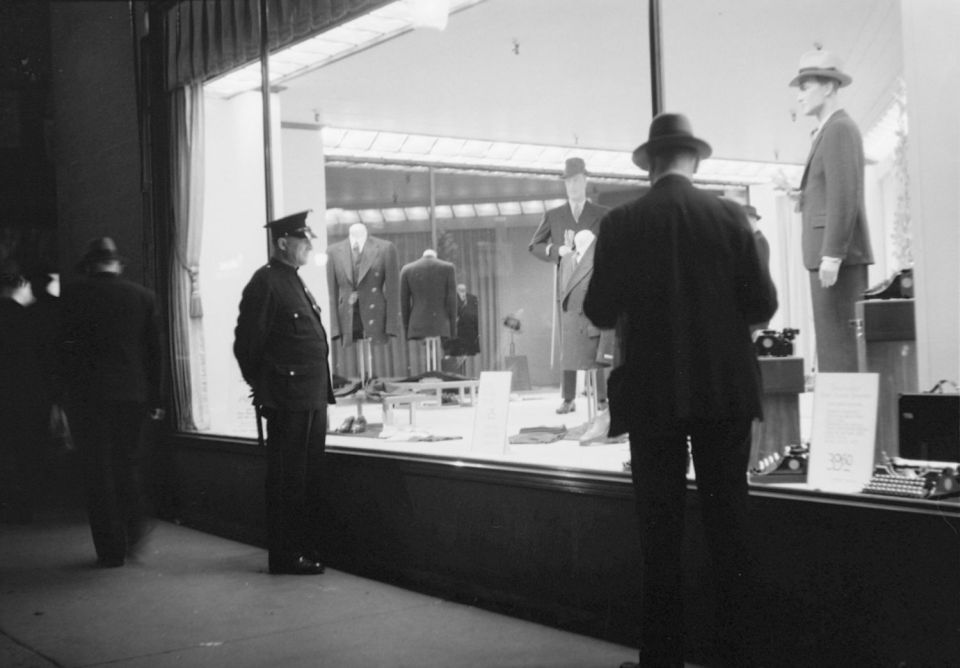
Herenmode-etalage van de Simpson's winkel op St. Catherine Street in Montréal(1936)

De winkel in het centrum van Toronto had een van de meest exclusieve restaurants van de stad, het Arcadian Court, dat in 1929 werd geopend en dat na de overname van de winkel in 1978 door Hudson's Bay Company in gebruik werd genomen als evenementenruimte. Simpsons was gedurende zijn hele geschiedenis een traditioneel warenhuis in Toronto dat concurreerde met T. Eaton Company. Het motto "U zult genieten van winkelen bij Simpson's" werd bedacht door Robert Simpson en bleef de slogan van het bedrijf totdat het werd overgenomen door de Hudson's Bay Company.

### Simpsons-Sears
In 1952 stuurde Robert E. Wood, de voorzitter van de Amerikaanse retailer Sears, Roebuck and Co., een brief aan Edgar G. Burton, de president van de Robert Simpson Company in Toronto, waarin hij een partnerschap tussen hun twee bedrijven voorstelde om de Canadese markt te bedienen. De overeenkomst voor de oprichting van Simpsons-Sears Limited, een Canadese catalogus- en warenhuisketen die los zou staan van de Simpsons-keten, werd op 18 september 1952 ondertekend. Beide bedrijven kregen een belang van 50 %, investeerden elk $ 20 miljoen  en kregen een gelijke vertegenwoordiging in de raad van bestuur van het nieuwe bedrijf. Het nieuwe bedrijf zou twee hoofddoelen hebben. De eerste was om de bestaande postorderactiviteiten van Simpsons uit te breiden, die vervolgens aan het nieuwe bedrijf werden verkocht. Het tweede doel was om een reeks winkels te bouwen, gemodelleerd naar het format van Sears Roebuck, verspreid over het land.
De overeenkomst bevatte ook een bepaling die de daaropvolgende jaren voor grote onenigheid zou zorgen. Volgens de voorwaarden van Simpsons-Sears mocht er geen winkel worden geopend binnen een straal van 40 kilometer van de bestaande winkels van Simpson in Toronto, Montreal, Halifax, Regina en Londen. In ruil daarvoor beloofde Simpson's geen winkels buiten deze vijf steden te openen. Het postorderbedrijf Simpsons-Sears mocht echter overal in Canada opereren, en dat gold ook voor de nieuwe Simpsons-Sears Acceptance Company, de krediettak van het bedrijf.
De bedrijfsactiviteiten van Simpsons-Sears startten toen de eerste Simpsons-Sears lente-/zomercatalogus van de persen van Photo-Engravers and Electrotypers, Ltd. rolde en begin 1953 bij 300.000 Canadese huishoudens werd bezorgd.
Op donderdag 17 september 1953 werd de eerste Simpsons-Sears-winkel geopend in Stratford, Ontario om 9:15 uur. De tweede Simpsons-Sears-winkel werd in december van dat jaar geopend in Kamloops, Brits-Columbia.
In de jaren 1960 was Simpson's een van de eerste tien Canadese bedrijven die computers op al hun locaties gingen gebruiken. In Toronto en Montreal werd het programmeren gedaan door boekhoudkundigen, van wie velen vrouwen waren. Op deze twee locaties werden enorme ruimtes met speciale ventilatie gebouwd om de IBM-ponskaartmainframemachines te huisvesten.
In 1972 kwamen Simpsons en Simpsons-Sears overeen om de 25-mijlsbeperking op te heffen en Simpsons en Simpsons-Sears-filialen overal toe te staan. Het jaar daarop, toen Simpsons-Sears een winkel opende in de stad Mississauga, ongeveer 30 kilometer ten westen van Toronto, besloot het bedrijf alleen de naam Sears te gebruiken om verwarring met Simpsons-winkels in Toronto te voorkomen.

### Overname door Hudson's Bay Company

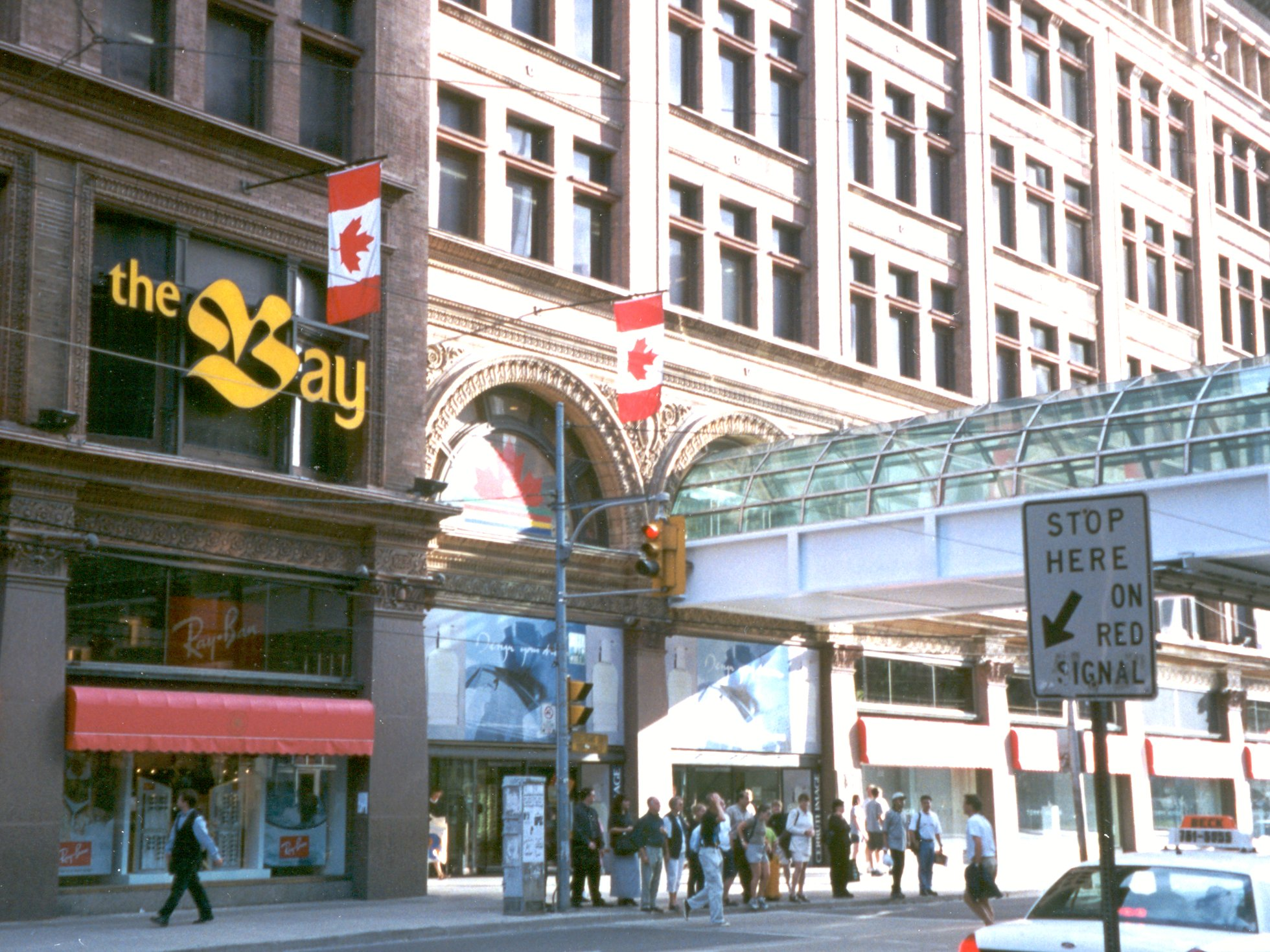
The Bay Queen Street, voorheen Simpson's vlaggenschipwinkel, wordt nu geëxploiteerd door Hudson's Bay.

In 1978 werd Simpsons overgenomen door de Hudson's Bay Company en de federale mededingingswetgeving vereiste dat het partnerschap werd beëindigd. Hierdoor konden Simpsons en Simpsons-Sears geen faciliteiten meer delen. Sears-filialen bleven de naam Simpsons-Sears op hun uithangborden vermelden en de naam bleef tot ver in de jaren 1980 in gebruik, zowel informeel als als bedrijfsnaam. Simpsons-Sears veranderde in 1984 officieel haar naam in Sears Canada.
Simpsons sloot op 27 juni 1981 de winkel in Regina, Saskatchewan die het sinds 1916 had geopend, na vier opeenvolgende jaren van financiële verliezen op die locatie. Op 29 januari 1983 sloot het ook zijn enige winkel in Ottawa. De 83.000 vierkante voet grote winkel met meerdere verdiepingen was nooit winstgevend geweest sinds Simpsons deze in juni 1972 had overgenomen en stond erom bekend dat er geen roltrappen waren. 
In maart 1983 werd de winkel The Bay in de Mayflower Mall in Sydney, Nova Scotia, omgedoopt tot Simpsons. 
In juli 1984 ontsloeg Simpsons 1.631 werknemers, waaronder meer dan duizend alleen al in Toronto. Alleen al dat jaar leed Simpson een verlies van $ 53 miljoen.
De aankoop van een groot aantal speelgoedrobots door de vlaggenschipwinkel was een belangrijk plotpunt in de film Short Circuit 2 uit 1988.
Simpsons verdween in 1989 uit Groot-Montreal, waarbij de vijf winkels werden omgebouwd tot The Bay of simpelweg werden gesloten. De keten was alleen nog in de regio Toronto actief. HBC erkende destijds dat Simpsons het niet zo goed deed in Toronto, maar nog steeds goed genoeg presteerde om daar te blijven bestaan en plande zelfs om nog drie vestigingen toe te voegen aan de bestaande elf winkels in het gebied. Dat jaar onderging de Simpsons-vlaggenschipwinkel in het centrum van Toronto een facelift van $ 30 miljoen met een herlancering die bekendstond als Miracle on Queen Street. De cosmetica-afdeling was naar verluidt de grootste ter wereld en in de kelder bevond zich een gastronomische foodhal, vergelijkbaar met Macy's op Herald Square in New York of Harrods in Londen. De St. Regis Room werd uitgebreid en chique winkels, zoals Alfred Dunhill uit Londen, openden er boetieks.

### Het einde
De Hudson's Bay Company probeerde Simpsons te exploiteren als een chiquere naam dan zijn hoofdmerk, The Bay, maar dat lukte niet. De activiteiten van de keten in Groot-Toronto werden in 1991 samengevoegd met The Bay en de naam Simpsons werd na 120 jaar stopgezet.
Redenen voor deze beslissing van de Hudson's Bay Company waren de recessie en het feit dat het bedrijf sinds de overname eind jaren 1970 nauwelijks winst maakte met de Simpsons-winkels. Simpsons had moeite om zich te onderscheiden van The Bay. Hoewel Simpsons iets duurder was dan The Bay, merkte de gemiddelde bezoeker dit verschil nauwelijks. De Hudson's Bay Company kwam tot de conclusie dat het beter zou zijn om haar activiteiten te rationaliseren dan om haar klantenbestand te verdelen. Een groot deel van de activiteiten van Simpsons en The Bay, zoals inkoop, reclame en creditcards, waren al geconsolideerd toen HBC besloot de twee ketens te fuseren. De Simpsons-keten had ook te kampen met een identiteitscrisis, met een chique vlaggenschipwinkel in het stadscentrum vol met dure producten, in tegenstelling tot de middenklasse winkelcentra in de buitenwijken die in feite leken op The Bay. Toen de fusie in juni 1991 werd aangekondigd, werd voorgesteld dat de vestiging in het stadscentrum zou blijven opereren als een Simpsons-winkel, maar HBC wees dit idee af met de uitleg dat het te duur zou zijn om een dergelijk plan uit te voeren. 
Uiteindelijk vond de ondergang van Simpsons plaats op een moment dat de Hudson's Bay Company haar operationele kosten serieus onder controle had, in afwachting van de uiteindelijke komst van de Amerikaanse gigant Wal-Mart in Canada, die het winkellandschap in Amerika al veroverde en Canadezen aantrok die dicht bij de grens woonden. 

## Nalatenschap

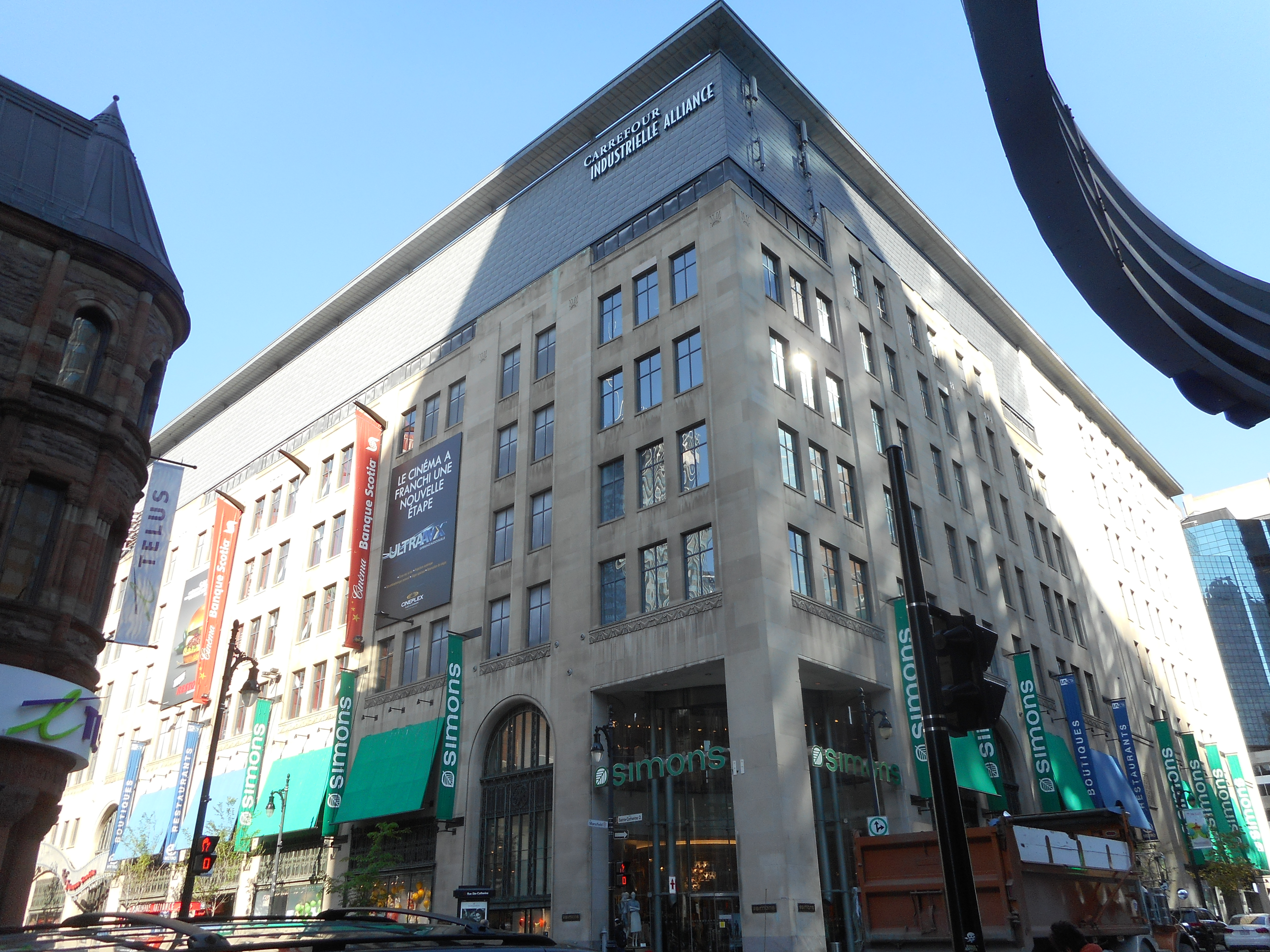
Voormalig Simpsons-gebouw in Montreal, nu winkelcentrum Carrefour Industrielle Alliance.

De Simpsons-winkel op Queen Street West in Toronto is nog steeds actief onder de naam Hudson's Bay en is het grootste warenhuis van de keten en van Canada. De aangrenzende Simpson Tower, waar vroeger het kantoor van Simpson was gevestigd, diende tot halverwege de jaren 2010 als hoofdkantoor van de Hudson's Bay Company. 
In 1991 verwierf Sears Canada diverse Simpsons-vestigingen in de markt van Toronto, voornamelijk waar HBC zowel Bay- als Simpsons-winkels in hetzelfde winkelcentrum had. Toen Simpsons in 1991 failliet ging, werden acht van zijn winkels overgenomen door The Bay. De overige zes Simpsons-winkels werden verkocht aan Sears. Sears verwierf ook twee bestaande The Bay-winkels in de winkelcentra Scarborough Town Centre en Yorkdale. Aan de andere kant werd de Sears-winkel in het Burlington Mall verkocht aan The Bay. De winkels die naar The Bay overgingen, kregen allemaal een nieuwe naam op 14 augustus 1991. De vestigingen die Sears overnam werden in juli 1991 gesloten, gerenoveerd en op verschillende data in augustus en september 1991 geleidelijk heropend met de voormalige Simpsons/The Bay-werknemers. De Sears-winkel in het Mapleview Mall opende in het bijzonder op 14 augustus 1991, dezelfde datum waarop The Bay de Simpsons-vestigingen verving. Geen van de vestigingen van Simpsons sloot in 1991 definitief, aangezien ze allemaal werden omgebouwd tot The Bay- of Sears-filialen, met een beperkt banenverlies tot gevolg.
Van de Simpsons-winkels in Québec gingen er drie - Anjou, Pointe-Claire en Laval - op 29 januari 1989 over naar The Bay. De drie vestigingen kregen in maart 1989 een nieuwe naam, na een overgangsperiode waarin Simpsons-winkels door The Bay werden gerund. De andere twee Simpsons-vestigingen, in het centrum van Montreal en St-Bruno, sloten omdat er in de buurt al The Bay-vestigingen waren. HBC had tevergeefs geprobeerd een koper te vinden voor de Simpsons-winkel in St-Bruno. The Bay-winkel in St-Bruno verhuisde datzelfde jaar uiteindelijk naar de vrijgekomen locatie van Simpsons. De winkel in het stadscentrum sloot op 28 januari 1989, maar heropende medio februari voor de laatste uitverkoop. Nadat de ontruiming op 8 april 1989 was afgerond, werd het de week daarop (op 15 april) omgebouwd tot een uitverkoopcentrum onder het Simpsons-merk, waarbij 50 van de 900 werknemers van de oorspronkelijke winkel en slechts twee verdiepingen werden gebruikt. Het gebouw stond later jarenlang leeg in het hart van het winkelgebied van de stad, totdat het in 1999 werd omgebouwd tot een winkelcentrum met de naam Carrefour Industrielle Alliance, met La Maison Simons en Famous Players.

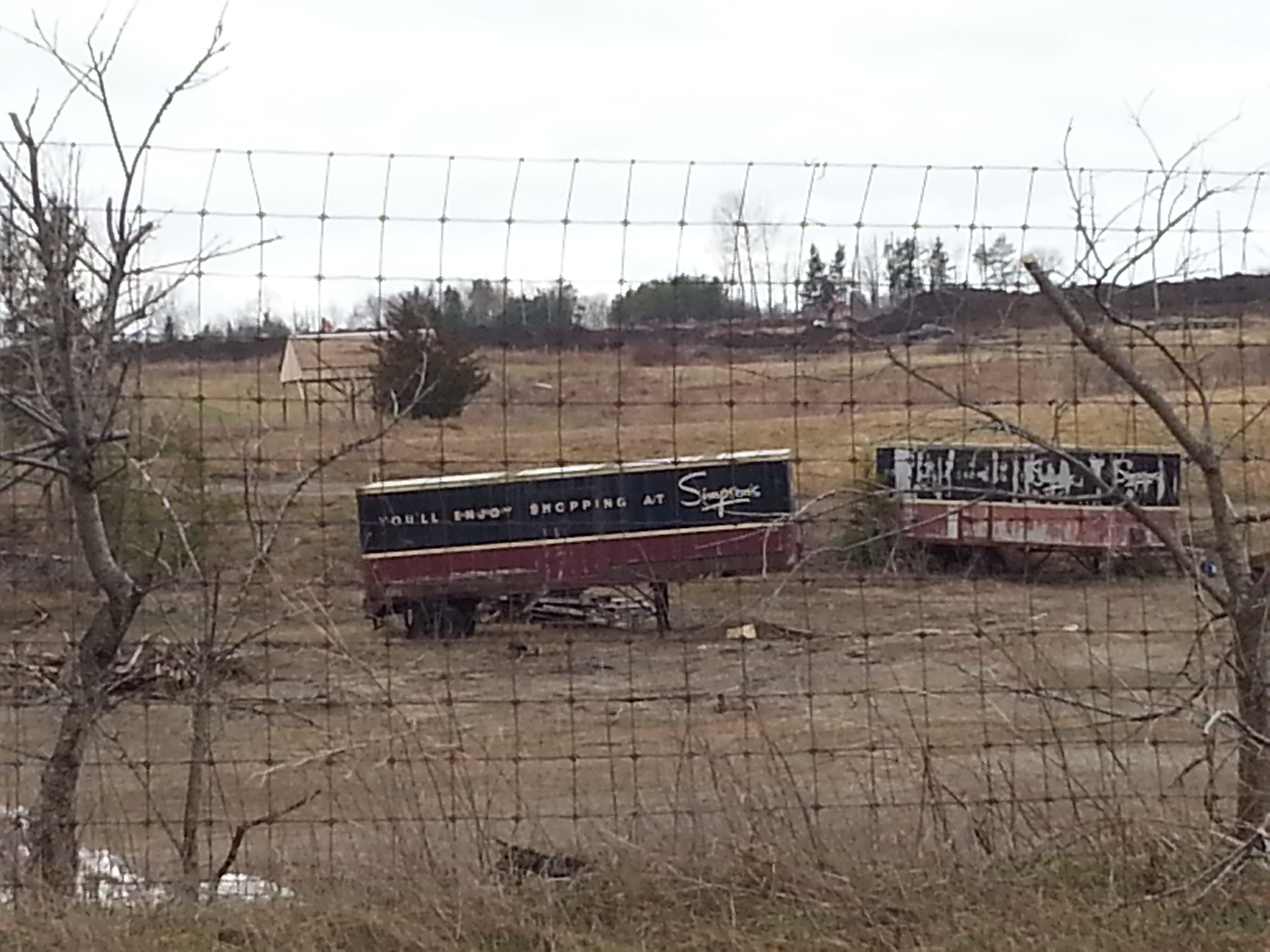
Oude Simpsons-warenhuistrailers uit 1960 op een veld buiten Whitby, Ontario

De Simpsons-winkels buiten de gebieden Groot-Toronto en Groot-Montreal waren feitelijk de eerste die op 30 juli 1986 werden omgebouwd tot The Bay. Dit omvatte de winkels in de provincie Nova Scotia, evenals de vestigingen in Ontario in Londen, Kitchener, Kingston en Windsor. Net als de winkels in Toronto en Montreal zijn veel van deze winkels in The Bay nog steeds overeind, waaronder die in White Oaks Mall, Cataraqui Centre, Fairview Park Mall, Devonshire Mall, Mic Mac Mall en Mayflower Mall. The Bay in Halifax, gesloten in 2011, was een van de Simpsons-winkels die in 1986 een nieuwe naam kregen. 
Nadat de Simpsons-keten in 1991 ophield te bestaan, bleef Hudson's Bay Company Simpsons-creditcards accepteren in haar vestigingen in The Bay en Zellers, totdat het bedrijf in 2001 de HBC-creditcard introduceerde.
Volgens de database van het Canadese Bureau voor Intellectuele Eigendom was het handelsmerk voor de naam "Simpsons" van 2001 tot 2008 eigendom van Sears Canada. In 2001 werd het bedrijf gekocht van de Hudson's Bay Company, tien jaar nadat de naam was stopgezet. In 2008 heeft Sears Canada al haar handelsmerken (inclusief het handelsmerk Simpsons) overgedragen aan 1373639 Alberta Ltd., dat een lege vennootschap van Sears Canada lijkt te zijn.

### St. Regis Room en West End Shop
De twee meest "exclusieve" kledingafdelingen in de voormalige Simpsons-vestiging in het centrum van Toronto, de St. Regis Room (nu bekend als The Room en eind 2009 grondig gerenoveerd door Yabu Pushelberg) voor vrouwen en de West End Shop voor mannen, zijn nog steeds aanwezig in de winkel van Bay aan Queen Street in het centrum van Toronto. Tot de ontwerpers in de St. Regis Room behoren onder meer Givenchy, Christian Lacroix, Valentino, Armani Collezioni, Louis Féraud, Karl Lagerfeld, Balmain, Andrew Gn, Lida Baday, Bellville Sassoon, David Hayes en anderen. Tot de ontwerpers van de winkels in de West End behoren onder meer Hugo Boss, Strellson en anderen.
De St. Regis Room werd destijds gerund door Simpsons en bood een aantal van de meest exclusieve modecollecties in Canada. Christian Dior, Oscar de la Renta, Yves Saint Laurent, Claude Montana, André Courrèges en vele anderen waren te zien in deze luxe winkel.